# Euplocamus bienerti
Euplocamus bienerti är en fjärilsart som beskrevs av Otto Staudinger 1870. Euplocamus bienerti ingår i släktet Euplocamus och familjen äkta malar.
Artens utbredningsområde är Iran. Inga underarter finns listade i Catalogue of Life.